# Nissan Motor Ibérica
Nissan Motor Ibérica S.A. est la filiale espagnole de la multinationale japonaise Nissan depuis la prise de contrôle en 1981 de Motor Ibérica S.A., constructeur espagnol de véhicules utilitaires créé en 1954 à la suite de la nationalisation de Ford Espagne. En peu de temps, la société était devenue un groupe regroupant plusieurs marques spécialisées dans la fabrication d'autobus, camions, camionnettes, véhicule tout-terrain et tracteurs agricoles.

## Histoire

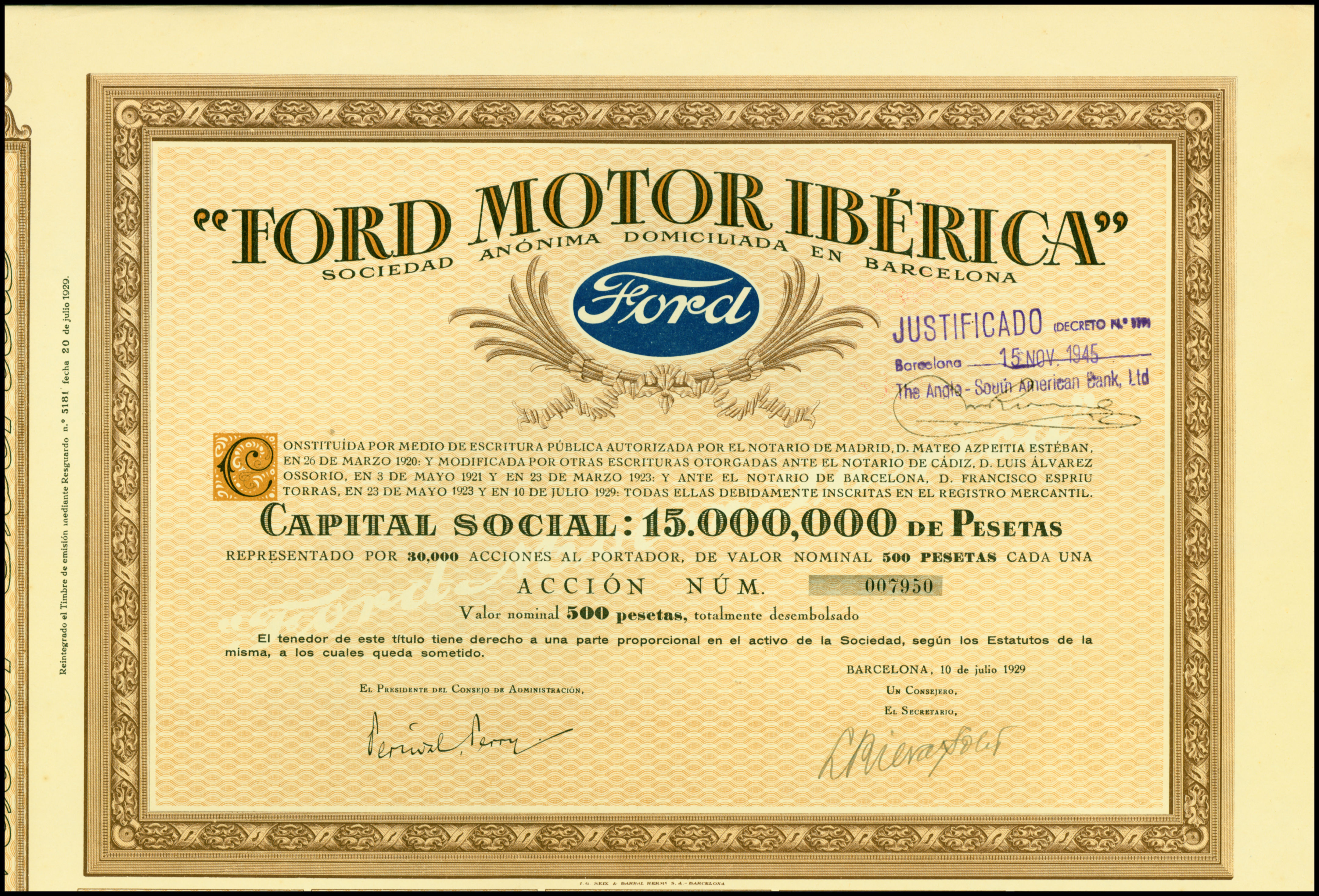
Action de la Ford Motor Ibérica S.A. en date du 10 juillet 1929

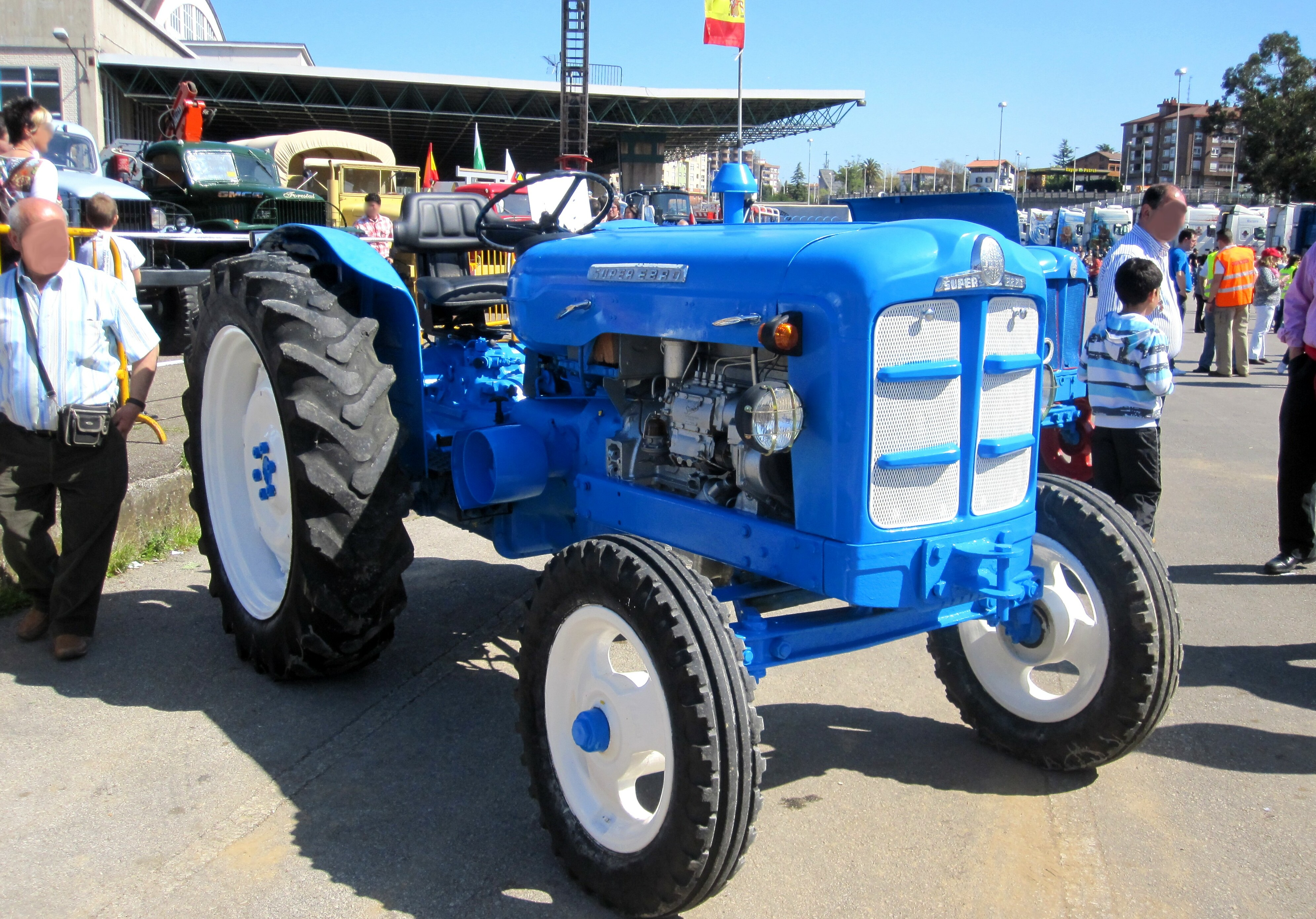
Tracteur Ebro

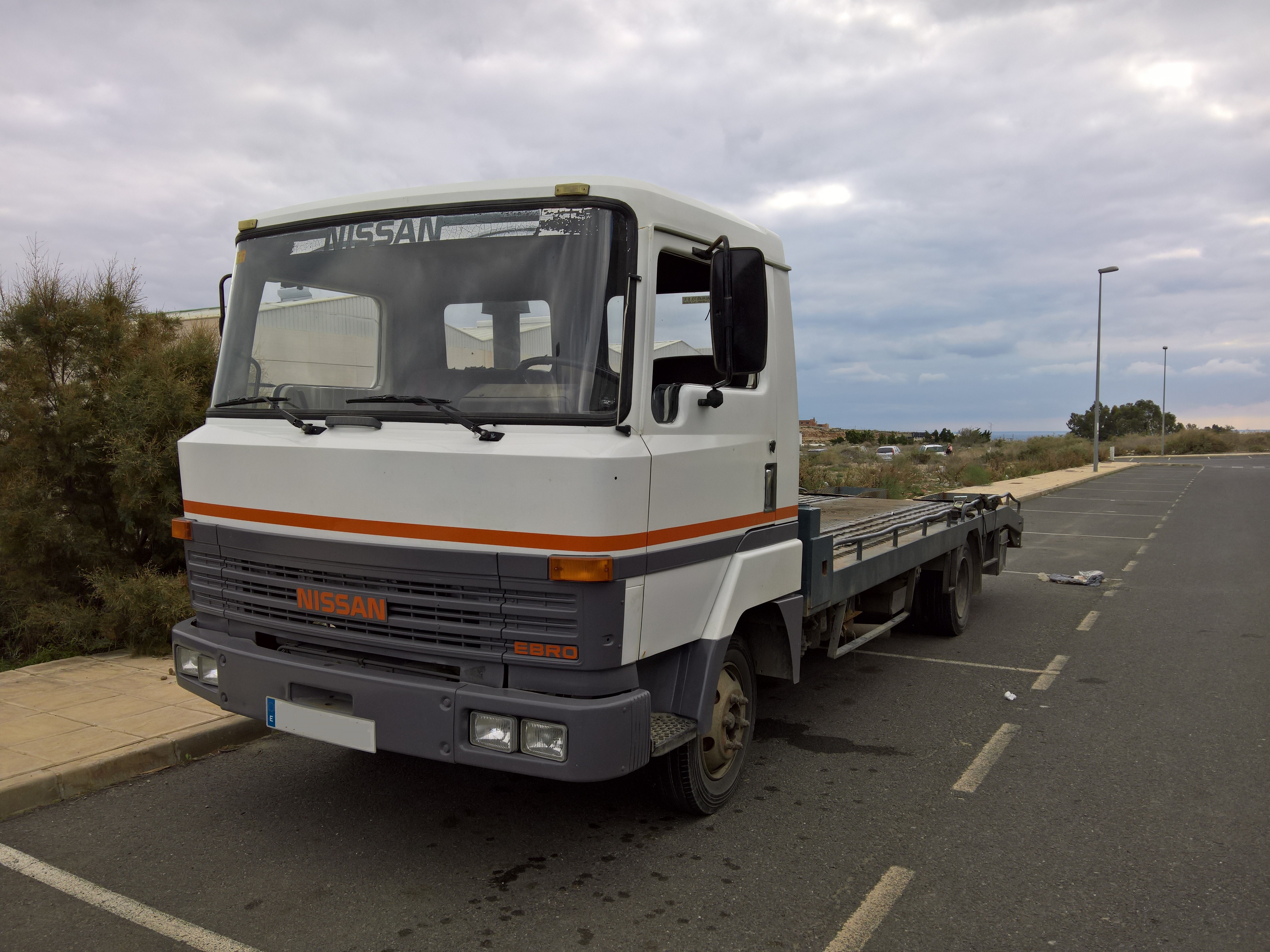
Ebro série L/Nissan Atleon

Le constructeur de véhicules industriels américain Ford a été créé en 1907 une agence en Espagne pour l'importation et la vente de véhicules de la marque. Le 2 juin 1920, Ford crée une filiale à Cadix, "Ford Motor Co. S.A.E.", une société au capital de 500.000 Ptas. Dans un atelier loué dans la "Zona Franca" de Cadix, Ford lance la fabrication locale sous licence du modèle Ford T et d'un dérivé utilitaire basé sur le même châssis ainsi que les tracteurs Fordson.
En 1921 Ford demande au gouvernement espagnol que ses ateliers ne soient plus considérés comme des entrepôts mais comme un atelier de production afin d'augmenter le taux d'intégration local dans sa production. En 1923 Ford transfère l'usine de Cadix  à Barcelone. En 1929 Ford ouvre le capital de la société à des actionnaires espagnols, le capital augmente et le titre est coté à la bourse de Madrid. La raison sociale de la société devient Ford Motor Ibérica S.A. (ca).
Pendant la guerre civile, la fabrication de véhicules est arrêtée, Ford étant incapable d'importer les pièces nécessaires et l'usine a été bombardée.
Avec les contraintes et les sanctions internationales imposées à l'Espagne de Franco après la fin de la guerre civile, la production de camions avec des pièces importées a pu  reprendre très lentement. Durant cette période de pénurie, l'essentiel de l'activité reposait sur la fabrication de pièces de rechange pour la maintenance des véhicules en service avant la guerre et la commercialisation de gazogènes de la marque Autóforo.
Durant les années 1940 et 1950, fabriquer quoi que ce soit en Espagne représentait un véritable exploit. Les importations étaient considérablement réduites à cause de l'embargo, l'essence sévèrement rationnée, l'électricité disponible que quelques heures par jour. Les camions fabriqués ne pouvaient pas être vendus parce qu'il n'y avait pas de pneus, les devises étaient rares et contrôlées par le système politique.
En 1954 Ford Motor Ibérica S.A. est nationalisée et renommée Motor Ibérica S.A.. La marque Ebro est déposée qui sera la marque pour les tracteurs et les véhicules utilitaires. Le premier modèle Ebro était construit sous licence basé sur le camion Ford Thames ET.
Les difficultés d'approvisionnement après la nationalisation ont obligé Motor Ibérica à acheter une mine de fer pour se procurer les devises étrangères nécessaires pour acheter des machines-outils pour le développement de l'usine. Jusqu'en 1960, les prix de vente de tous les produits étaient soumis à l'approbation du Ministère espagnol de l'Industrie et jusqu'à cette date, les productions nationales espagnoles ne pouvaient pas fournir tous les composants pour véhicules nécessaires à Ebro.

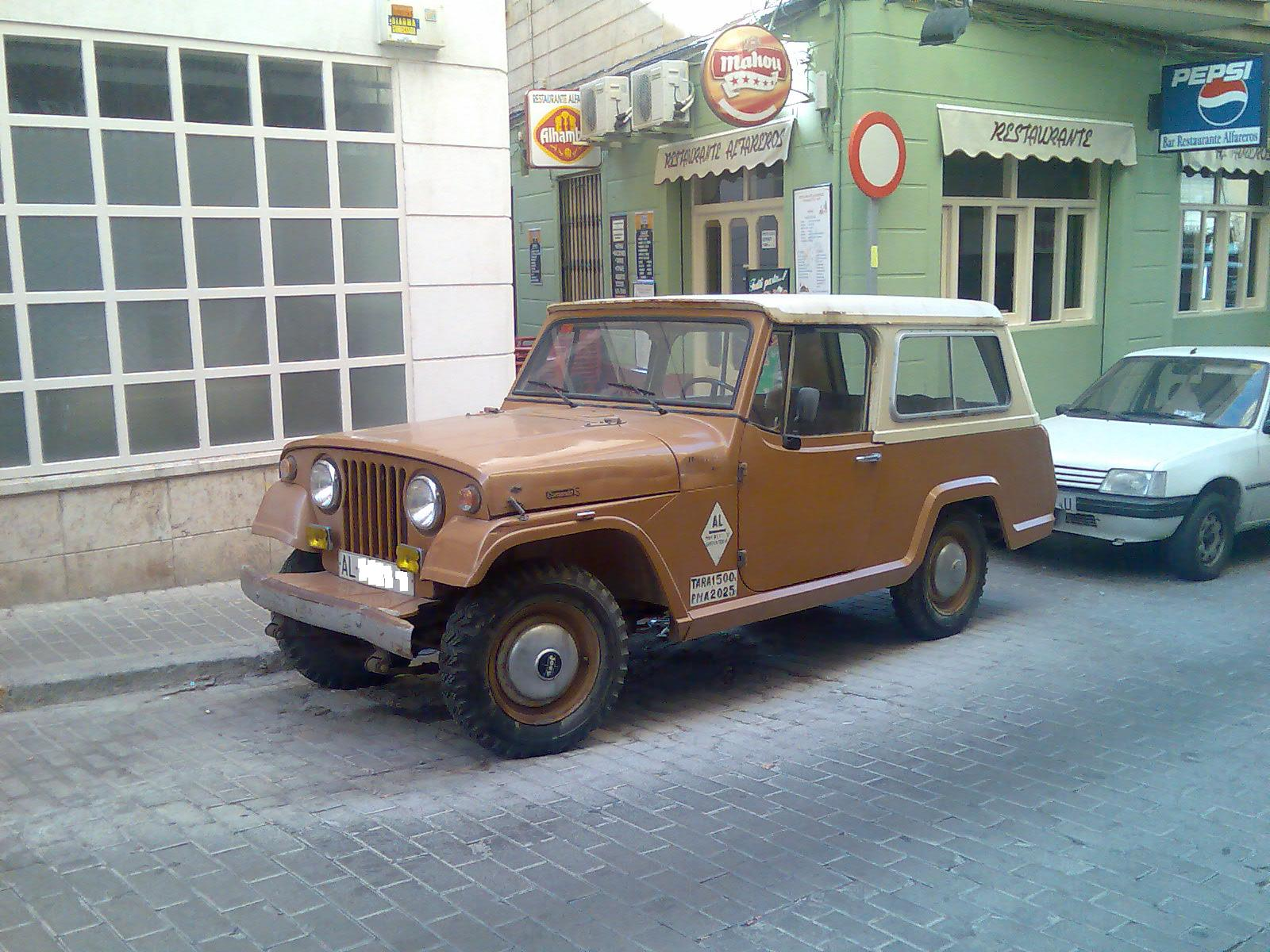
Ebro Comando fabriqué par Ebro sous licence Jeep

En 1965 toutes les relations avec le constructeur américain Ford sont rompues. En 1967, un nouveau centre de production est inauguré dans la "Zona Franca" de Barcelone. La même année, Motor Iberica rachète son concurrent Fadisa qui produisait les fourgons Romeo sous licence du constructeur italien Alfa Romeo, Avia, la filiale espagnole de Perkins, le moteur diesel par excellence en Espagne, Aisa qui construit les fourgonnettes Siata et des modèles Jeep sous la marque VIASA-Ebro.

### Entrée de Nissan au capital
En 1979, alors que l'Espagne connait une grave période de récession, Massey Ferguson qui possédait encore 36 % du capital de la société Motor Ibérica les vend à Nissan Motor Co. En 1981 Nissan augmente sa participation jusqu'à 55 % dans Motor Ibérica et lance la fabrication du tout-terrain Patrol et la petite fourgonnette Vanette. En 1987, à la suite d'une augmentation de sa participation, la raison sociale de la société devient Nissan Motor Ibérica SA.
En 2007, les usines d’Ávila, de Barcelone et de Cantabrie ont produit 205990 véhicules Nissan (tout-terrain, véhicules utilitaires et véhicules utilitaires légers) et 8804 chariots élévateurs. Nissan España employait 6669 personnes au 31 décembre 2007.

## Tracteurs
Ebro a fabriqué des tracteurs en Espagne jusque dans les années 1980. Initialement, Ebro a utilisé la technologie Ford avec ses tracteurs Fordson. La société abandonna Ford et s'engagea dans une phase d'indépendance en lançant les séries 55, 350, 460, 470, 684, 6100 et 6125. Plus tard, avec l'entrée de Massey-Fergusson au capital de Motor Ibérica, la société renouvelle sa gamme de tracteurs avec la technologie Massey Ferguson. La dernière gamme de tracteurs fabriqués par Ebro utilisait une licence Kubota.
Aujourd'hui Nissan Motor Ibérica ne fabrique plus de tracteurs.

## Modèles fabriqués
- Ebro F100
- Ebro Comando
- Ebro F108
- Ebro Siata
- Ebro F260/F275/F350/Trade
- Ebro L35/L80
- Ebro M125

## Galerie d'image

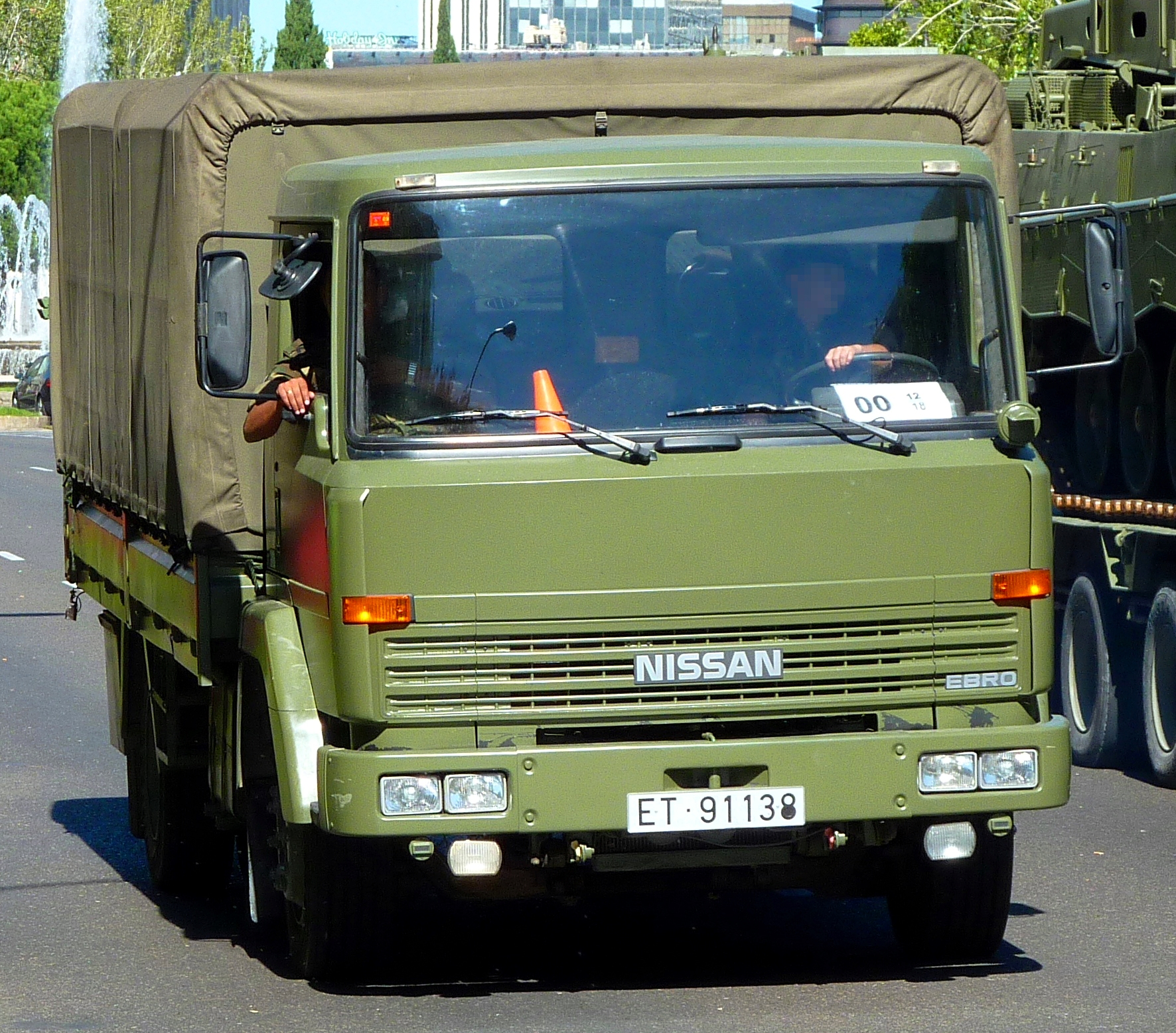
Nissan Ebro/Nissan Atleon dans l'armée espagnole
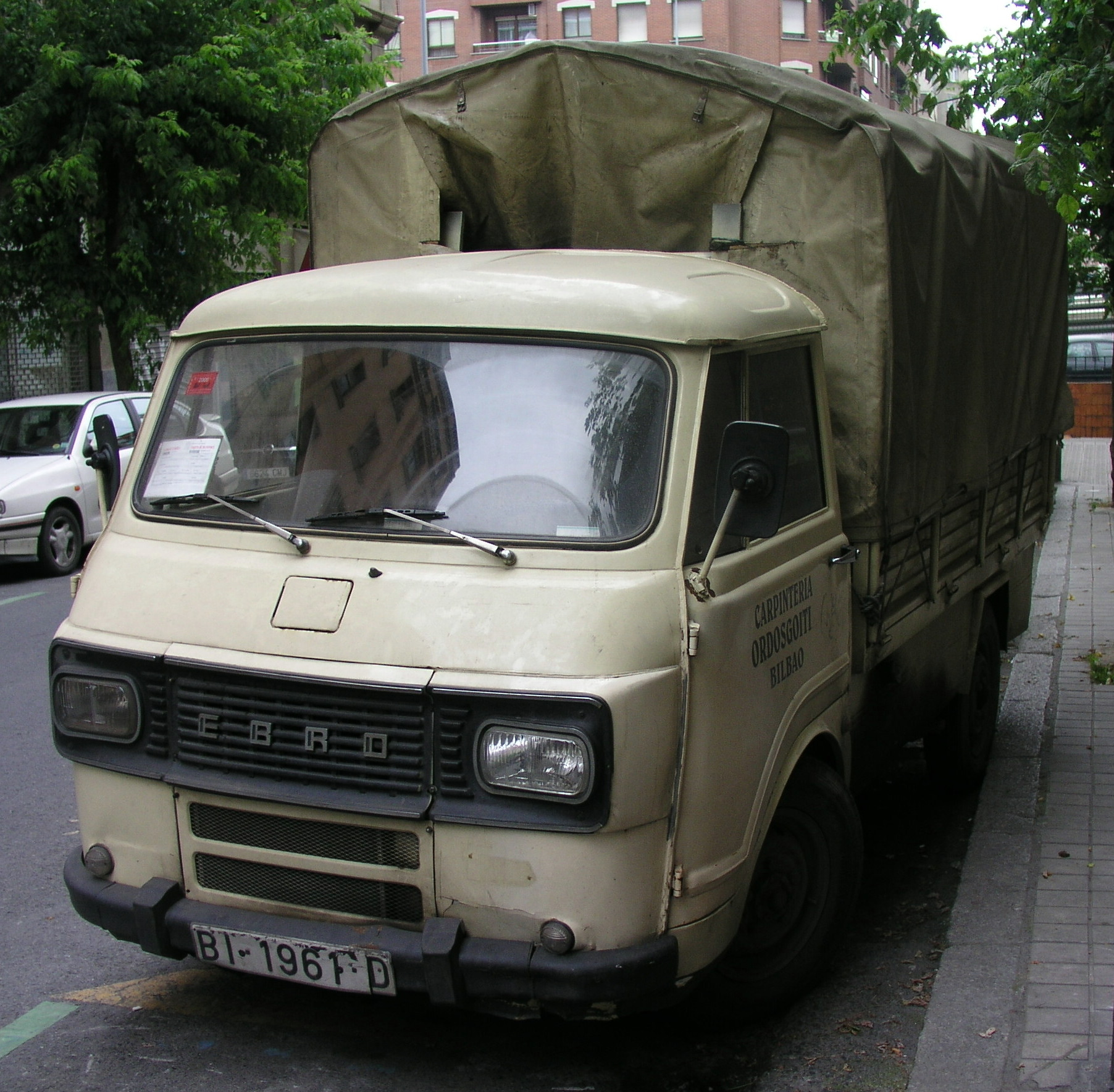
Fourgon Ebro F108
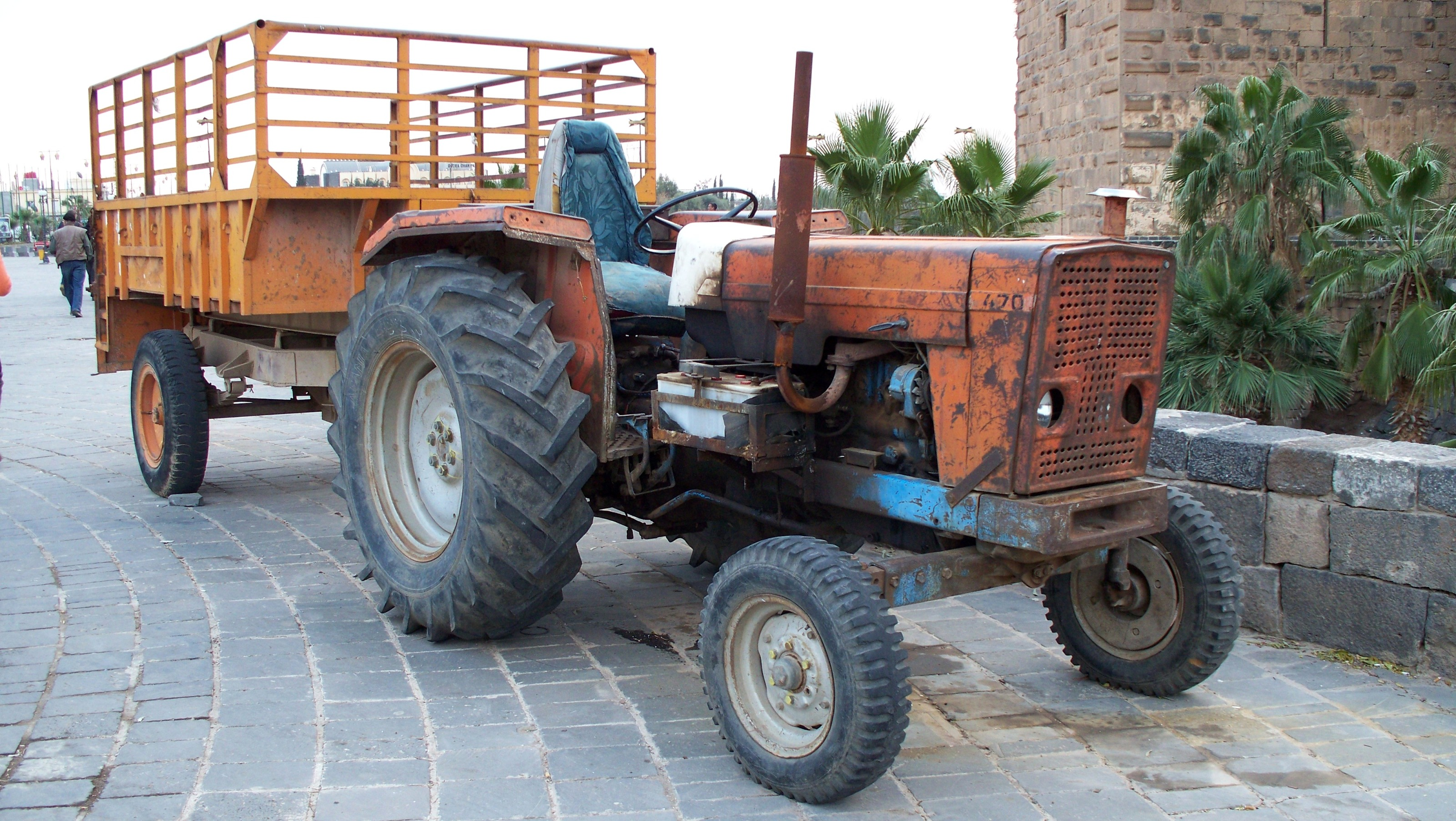
Tracteur Ebro 470
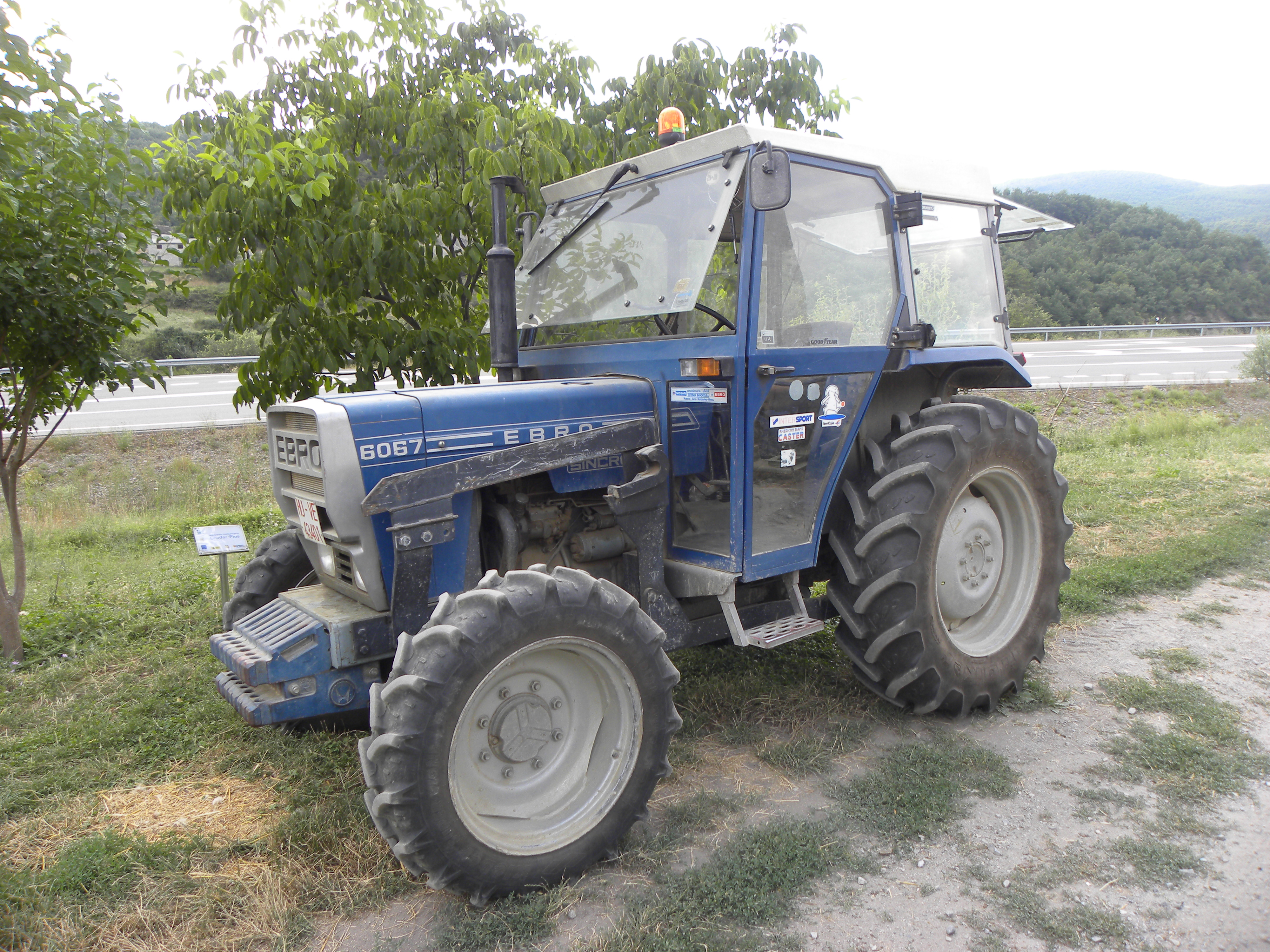
Tracteur Ebro 6067
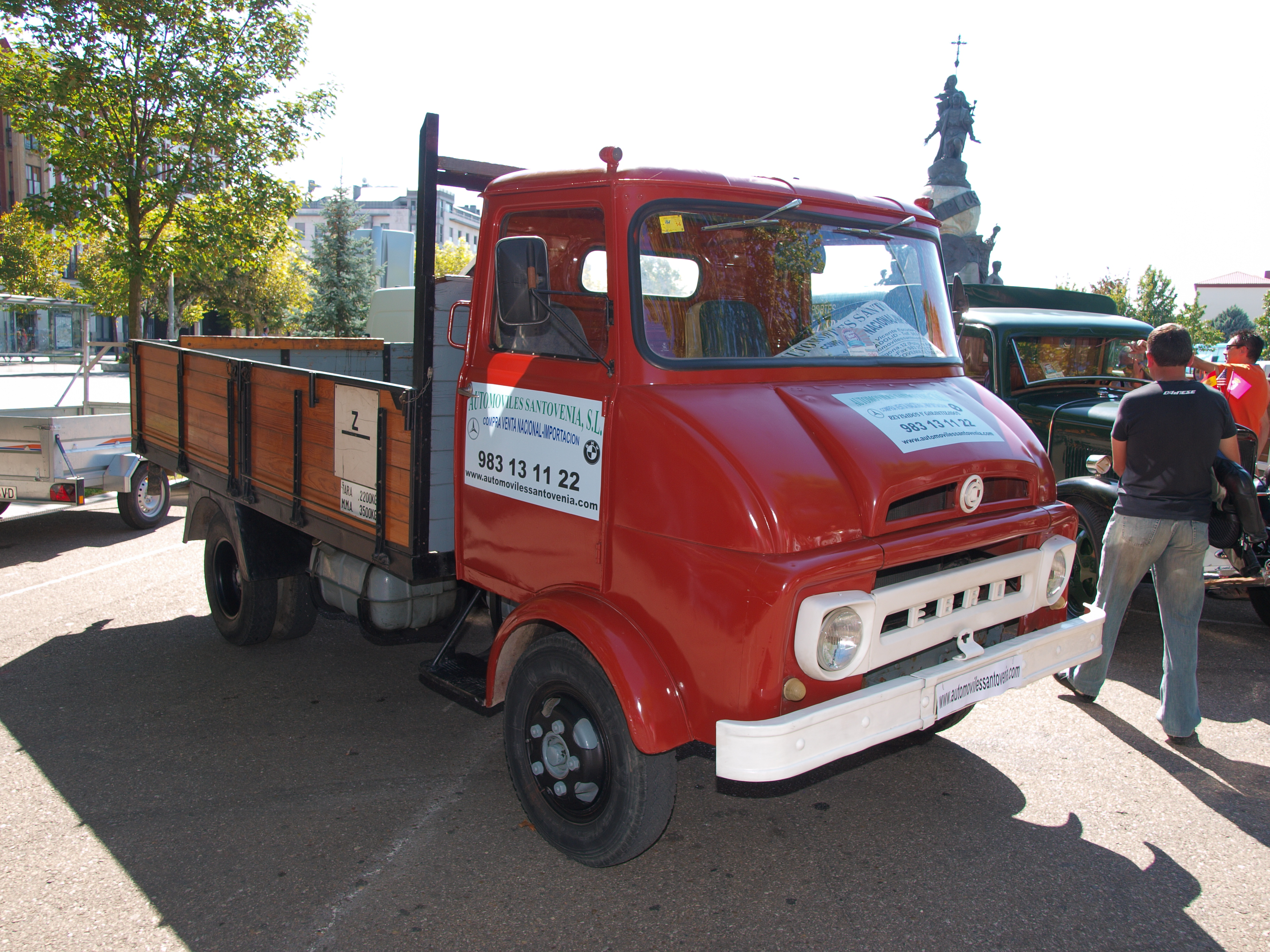
EBRO C-153 (1966)
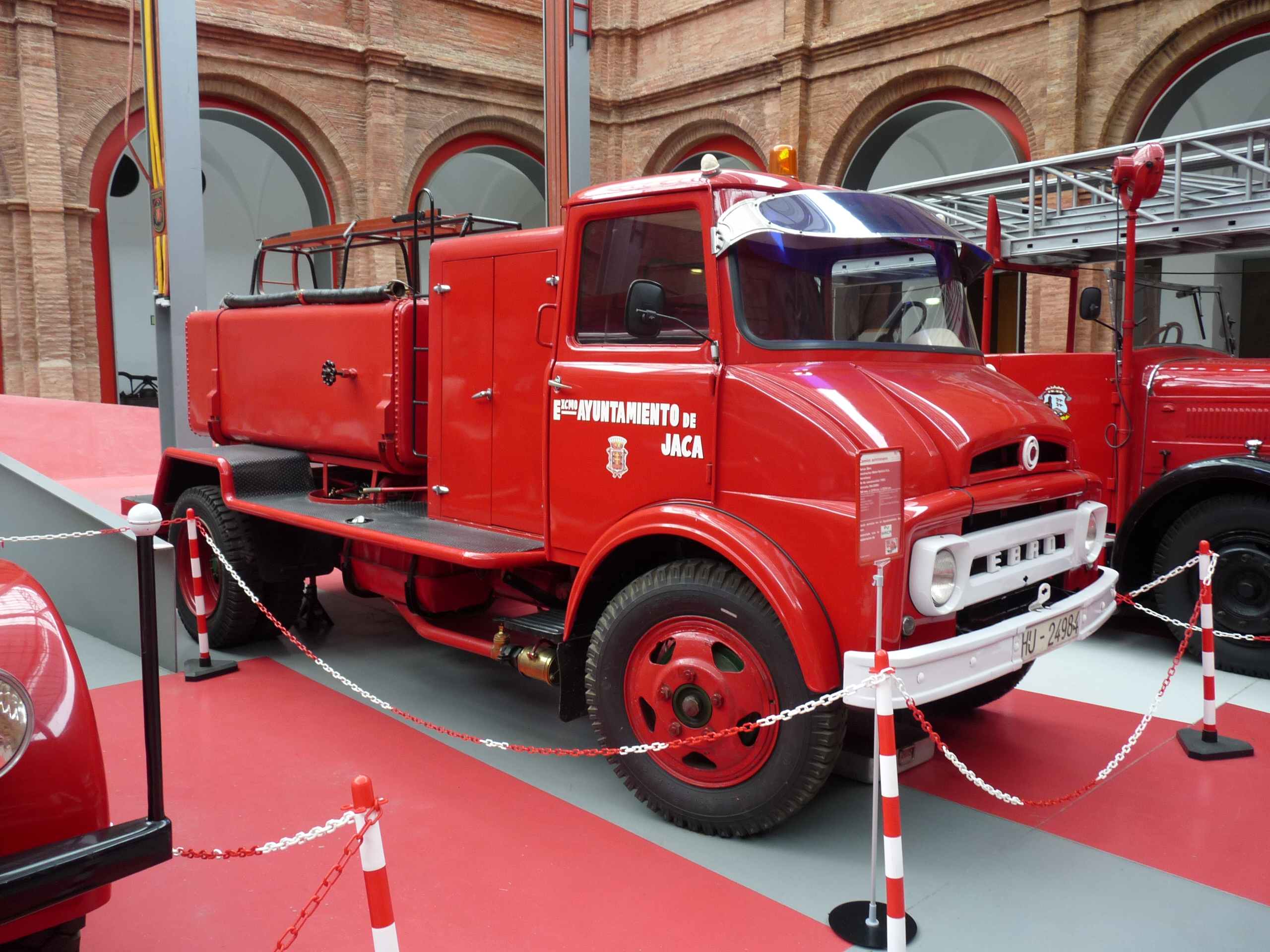